# Браун, Сьюзан
Сью́зан Эли́забет Бра́ун (англ. Susan Elizabeth Brown; 6 мая 1946, Бристоль, Англия, Великобритания) — английская актриса.

## Биография
Сьюзан Элизабет Браун родилась 6 мая 1946 года в Бристоле (Англия, Великобритания). Она окончила Колледж Роуз Брафорд.
Сьюзан дебютировала в кино в 1959 году, сыграв роль Мэри в эпизоде телесериала «Частный сыщик». Браун появилась в таких театральных постановках как «Дикая утка», «Ромео и Джульетта», «Ричард III», «Дом Бернарды Альбы», «Двенадцатая ночь» и множестве других. Она наиболее известна по роли Септы Мордейн из телесериала «Игра престолов» (2011). В 2012 году, вместе с другими актёрами проекта, была номинирована на Премию Гильдии киноактёров США.

## Избранная фильмография
| Год       |    | Русское название          | Оригинальное название | Роль                                                 |
| --------- | -- | ------------------------- | --------------------- | ---------------------------------------------------- |
| 1959      | с  | Частный сыщик             | Private Investigator  | Мэри                                                 |
| 1985—2006 | с  | Улица Коронации           | Coronation Street     | Конни Клэйтон / Морин Талли                          |
| 1987      | ф  | Надежда и слава           | Hope and Glory        | Миссис Эванс                                         |
| 1991—1999 | с  | Чисто английское убийство | The Bill              | Маргарет Рэндл / Джени Пикетт / Джен Бекетт          |
| 1998      | с  | Таггерт                   | Taggart               | Джен Диксон                                          |
| 2004      | мс | Мадемуазель Мушкетёр      | La Femme Musketeer    | Сесиль Д'Артаньян                                    |
| 2004      | с  | Дэлзил и Пэскоу           | Dalziel and Pascoe    | Алекс Лоренс                                         |
| 2008      | ф  | Возвращение в Брайдсхед   | Brideshead Revisited  | медсестра                                            |
| 2009      | с  | Торчвуд                   | Torchwood             | Бриджет Спирс                                        |
| 2011      | с  | Игра престолов            | Game of Thrones       | Септа Мордейн                                        |
| 2011      | с  | Воскрешая мёртвых         | Waking the Dead       | Сью Майерс                                           |
| 2011      | с  | Убийства в Мидсомере      | Midsomer Murders      | Летиша Клиффорд                                      |
| 2011      | ф  | Железная леди             | The Iron Lady         | Джун                                                 |
| 2012      | с  | Безмолвный свидетель      | Silent Witness        | Судья Ройстон                                        |
| 2012      | ки | Secret World Legends      | The Secret World      | Дама Джулия Беатрикс Тайбёрн / Кукувеа / Ольга Димир |
| 2012      | ф  | Сейчас самое время        | Now Is Good           | Ширли                                                |
| 2013      | с  | Вызовите акушерку         | Call the Midwife      | Миссис Пикок                                         |
| 2013      | с  | Убийство на пляже         | Broadchurch           | Лиз Роупер                                           |
| 2013      | ф  | Белль                     | Belle                 | Баронесса Вернон                                     |
| 2014      | с  | Отец Браун                | Father Brown          | Этель Фернсли                                        |
| 2014      | ки | Dreamfall Chapters        | Dreamfall Chapters    | Куини / Крот / Леди Алвейн                           |
| 2014      | ки | LittleBigPlanet 3         | LittleBigPlanet 3     | Нана Пуд                                             |
| 2014      | с  | Атлантида                 | Atlantis              | Пемфредо                                             |
| 2015      | с  | Партнёры по преступлению  | Partners in Crime     | Миссис Харрисон                                      |